# Cratere Caccini
Caccini è un cratere sulla superficie di Venere. Deve il suo nome a Francesca Caccini, compositrice e soprano italiana.